# Gutterball
I Gutterball sono stati un supergruppo musicale alternative rock/garage statunitense attivo durante gli anni novanta.
Sono nati come progetto parallelo di Steve Wynn dopo una vacanza a Richmond con Bryan Harvey.
Erano composti anche da Stephen McCarthy dei Long Ryders, Bob Rupe dei Silos, Bryan Harvey e Johnny Hott degli House of Freaks. Hanno pubblicato nella loro storia tre album. 

## Discografia
- 1993 - Gutterball (Elektra)
- 1995 - Weasel (Brake Out Records)
- 1995 - Turnyor Hedinkov (Return to Sender)